# پادشاهی هندوپارتی
پادشاهی هندوپارتی یک پادشاهی پارتی بود که توسط گُندُفَر تأسیس شد و از سال ۱۹ پس از میلاد تا حدود ۲۲۶ پس از میلاد فعال بود. در اوج قدرت، آنها بر منطقه‌ای شامل بخش‌هایی از شرق ایران، مناطق مختلف افغانستان و مناطق شمال غربی شبه‌قاره هند (بیشتر پاکستان امروزی و بخش‌هایی از شمال غربی هند) حکومت می‌کردند. حاکمان احتمالاً از اعضای خاندان سورن بودند و این پادشاهی حتی توسط برخی نویسندگان «پادشاهی سورن» نیز نامیده شده‌است.
این پادشاهی در سال ۱۹/۲۰ پس از آن تأسیس شد که فرماندار درنگیانا (سیستان) گُندُفَر استقلال خود را از شاهنشاهی اشکانی اعلام کرد. او بعدها لشکرکشی‌هایی به شرق انجام داد و مناطقی را از هندوسکایی‌ها و هندویونانی‌ها فتح کرد و بدین ترتیب پادشاهی خود را به یک امپراتوری تبدیل کرد. قلمروهای هندوپارتی‌ها پس از حملات کوشان‌ها در نیمه دوم قرن اول به شدت کاهش یافت. آنها موفق شدند کنترل سیستان را تا زمان فتح آن توسط شاهنشاهی ساسانی در حدود ۲۲۴/۵ حفظ کنند. در بلوچستان، پاراتاراجاس، یک سلسله محلی هندوپارتی، در حدود سال ۲۶۲ پس از میلاد تحت نفوذ شاهنشاهی ساسانی قرار گرفت.
هندوپارتی‌ها به دلیل ساخت صومعه بودایی تخت باهی (از فهرست میراث جهانی یونسکو) در مردان، پاکستان مشهور هستند.

## گُندُفَر و جانشینانش

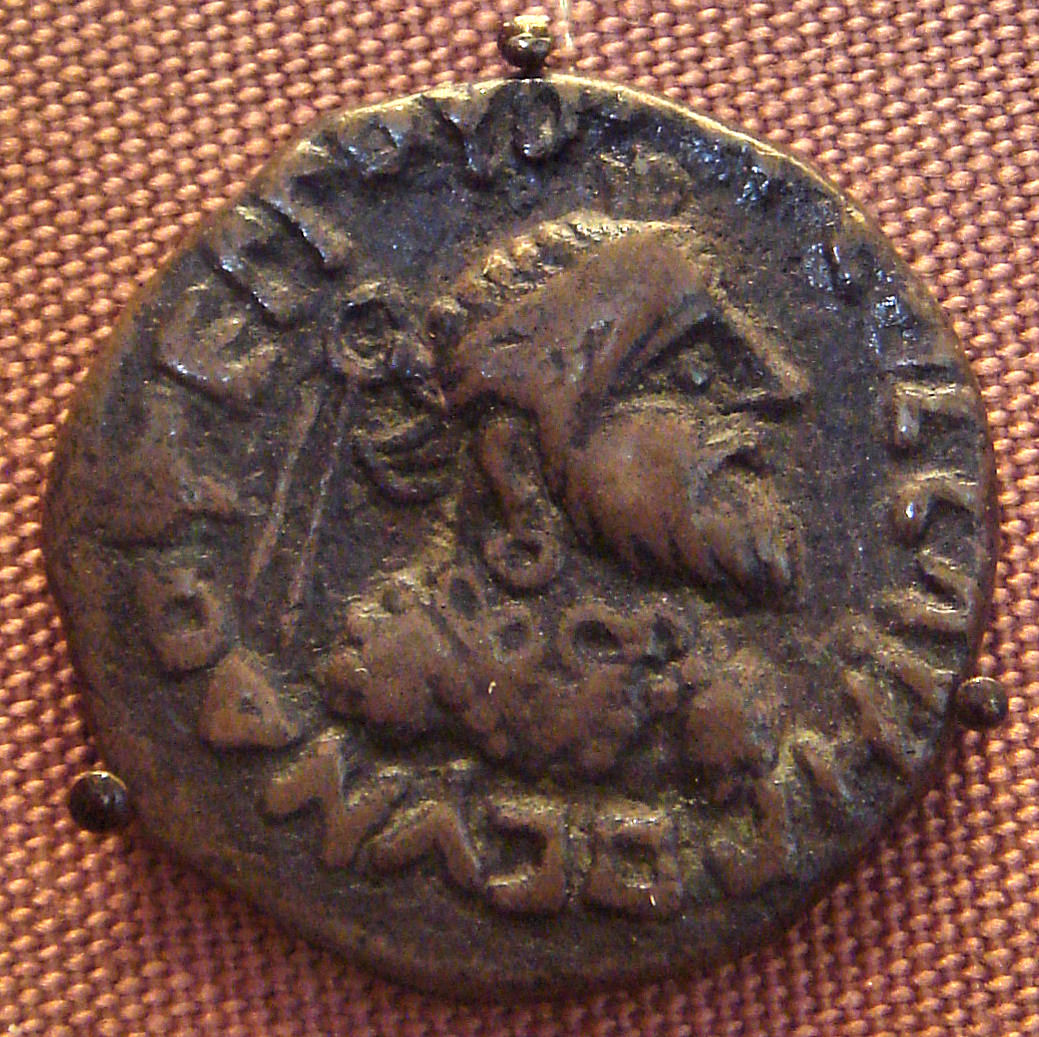
چهره گُندُفَر، بنیانگذار پادشاهی هندوپارتی. او یک سربند، گوشواره، گردنبند و یک ژاکت ضربدری با تزئینات گرد پوشیده است.

به نظر می‌رسد گُندُفَر در اصل حاکم سیستان در ایران شرقی امروزی بوده، احتمالاً یک دست‌نشانده یا خویشاوند آپراکاراجاسها. او ممکن است جانشین فرمانداران پارتی پیشین سیستان، مانند چیروکس یا تانلیس مردات شده باشد. این ساتراپ‌های پارتی از زمانی که مهرداد دوم اشکانی (۱۲۴–۸۸ پیش از میلاد) سکاهای منطقه را شکست داده بود، بر منطقه سکستان حکومت می‌کردند.
در حدود ۲۰–۱۰ پیش از میلاد، او فتوحاتی در پادشاهی پیشین هندوسکایی انجام داد، احتمالاً پس از مرگ حاکم مهم آزس. گُندُفَر حاکم مناطق شامل آراخوزیا، سیستان، سند، پنجاب و دره کابل شد، اما به نظر نمی‌رسد که او قلمرویی فراتر از شرق پنجاب در اختیار داشته باشد. گُندُفَر خود را "شاه شاهان" نامید، عنوانی اشکانی که در مورد او به درستی نشان می‌دهد که امپراتوری هندوپارتی تنها یک چارچوب سست بود: تعدادی از حاکمان کوچکتر مطمئناً موقعیت خود را در دوره هندوپارتی حفظ کردند، احتمالاً در ازای به رسمیت شناختن گُندُفَر و جانشینانش. این حاکمان کوچکتر شامل خود آپراکاراجاسها و ساتراپ‌های هندوسکایی مانند زیونیسس و راجوولا و همچنین سکاهای ناشناس که تقلیدهایی از سکه‌های آزس را ضرب می‌کردند، بودند. کساهاراتاها نیز در گجرات، احتمالاً درست در خارج از قلمرو گُندُفَر، نفوذ داشتند.

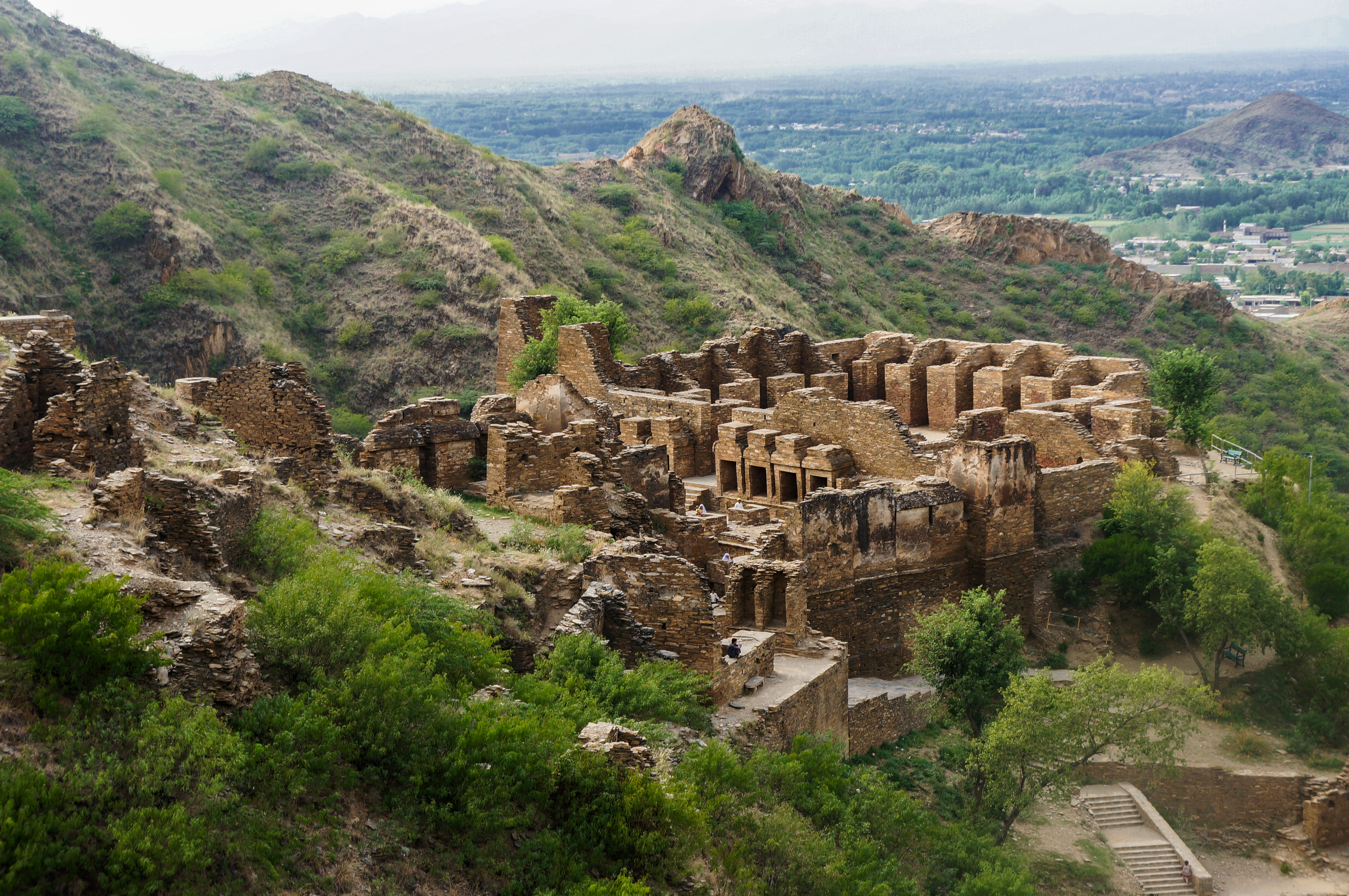
صومعه بودایی باستانی تخت باهی (از فهرست میراث جهانی یونسکو) که توسط هندوپارتی‌ها در خیبر پختونخوا، پاکستان ساخته شده است.

پس از مرگ گوندوفارس یکم، امپراتوری شروع به تجزیه شدن کرد. نام یا عنوان گُندُفَر توسط سارپدون نیز اقتباس شد، و او خود را گوندوفارس دوم نامید، او احتمالاً پسر گُندُفَر یکم بود. اگرچه او ادعا می‌کرد حاکم اصلی است، حکومت سارپدون متزلزل بود و او سکه‌های پراکنده‌ای در سند، پنجاب شرقی و آراخوزیا در جنوب افغانستان ضرب کرد. مهمترین جانشین ابدگس یکم، برادرزاده گُندُفَر یکم بود که در پنجاب و احتمالاً در سرزمین اصلی سیستان حکومت می‌کرد. پس از یک دوره کوتاه حکومت، به نظر می‌رسد سارپدون توسط اورتاگنس کنار زده شد، و او خود را  گُندُفَر سوم نامید. گُندُفَر سوم بیشتر در سیستان و آراخوزیا حکومت می‌کرد، در حالی که ابدگس یکم در دهه‌های اول پس از میلاد در شرق‌تر بود و برای مدت کوتاهی پسرش اوبوزان سکه جانشین او شد. پس از سال ۲۰ پس از میلاد، پادشاهی به نام ساس، برادرزاده حاکم آپراکاراجا آسپااورما، قلمروهای ابدگس یکم را تصرف کرد و خود را گُندُفَر چهارم نامید. به گفته سنیور، این همان گُندُفَری است که در کتیبه تخت باهی به آن اشاره شده است.
پادشاهان کوچکتر دیگری نیز وجود داشتند: سانابارس یک غاصب زودگذر در سیستان بود که خود را شاهنشاه بزرگ نامید، و همچنین یک ابدگس دوم سکه، حاکمی به نام آگاتا در سند، حاکم دیگری به نام ساتاواسترس سکه، و یک شاهزاده ناشناس که ادعا می‌کرد برادر پادشاه ارشک است، در آن صورت یک عضو واقعی از خاندان حاکم در پارت بود.
اما هندوپارتی‌ها هرگز موقعیت گُندُفَر یکم را به دست نیاوردند، و از اواسط قرن اول پس از میلاد، کوشان‌ها تحت رهبری کوجولا کادفیسس شروع به جذب بخش شمالی هند پادشاهی کردند.

### حاکمان توران و سکستان (۱۶۰-۲۳۰ پس از میلاد)

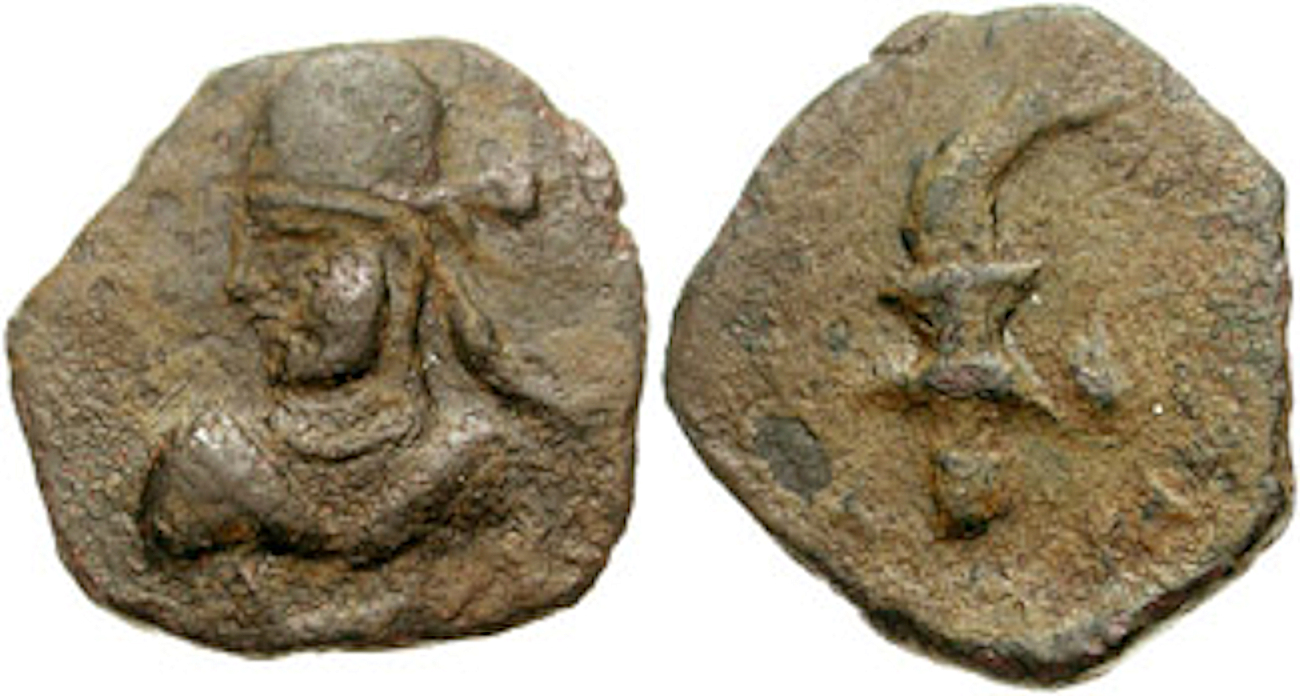
سکه پاهار یکم، پادشاه هندوپارتی توران (حدود ۱۶۰-۲۳۰ پس از میلاد). نیم تنه ریش‌دار به چپ، با تاجی به سبک پارتی. نقش ابتدایی الهه نیکه در حال راه رفتن به راست.

هندوپارتی‌ها موفق شدند کنترل توران و سیستان را حفظ کنند و تا سقوط شاهنشاهی اشکانی به دست شاهنشاهی ساسانی در حدود ۲۳۰ پس از میلاد بر آن حکومت کردند. پاهار یکم (۱۶۰-۲۳۰ پس از میلاد) پس از تقسیم بقایای پادشاهی هندوپارتی، حاکم توران بود. پادشاهی سکستان توسط پادشاه دوم با نام سانابارس دوم (۱۶۰-۱۷۵ پس از میلاد) اداره می‌شد. پادشاهی‌های توران و سکستان با تسلیم شدن در برابر حاکم ساسانی اردشیر یکم در حدود ۲۳۰ پس از میلاد پایان یافتند. این رویدادها توسط طبری ثبت شده است، که ورود فرستادگان به اردشیر در گور را شرح می‌دهد:
«سپس او [اردشیر] از سواد به اصطخر، از آنجا ابتدا به سجستان، سپس به گرگان، سپس به ابرشهر، مرو، بلخ و خوارزم تا دورترین مرزهای استان‌های خراسان بازگشت و سپس به مرو بازگشت. پس از آنکه بسیاری از مردم را کشت و سرهایشان را به آتشکده آناهید فرستاد، از مرو به پارس بازگشت و در گور اقامت گزید. سپس فرستادگان پادشاه کوشان، پادشاهان توران و مکران با اعلام تسلیم خود نزد او آمدند.»— طبری

## باستان‌شناسی و منابع

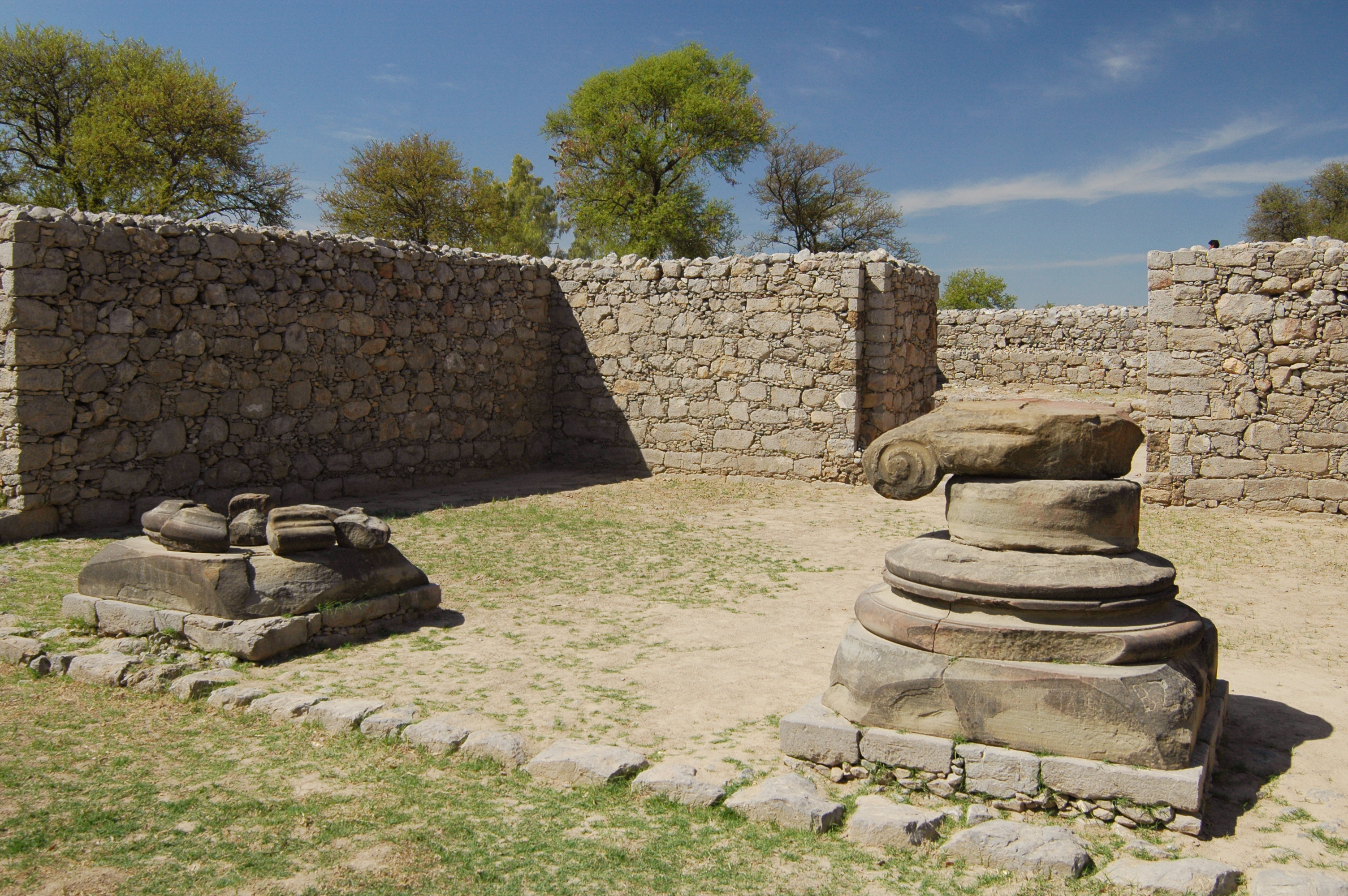
معبد هلنیستی با ستون‌های ایونی در جندیال، تکسیلا، خیبر پختونخوا، پاکستان. معمولاً به عنوان یک آتشکده زرتشتی از دوره هندوپارتی‌ها تفسیر می‌شود.

تصور می‌شود شهر تکسیلا یکی از پایتخت‌های هندوپارتی‌ها بوده است. لایه‌های وسیعی توسط سر جان مارشال با مقدار زیادی آثار باستانی به سبک پارتی کاوش شد. معبد مجاور جندیال معمولاً به عنوان یک آتشکده زرتشتی از دوره هندوپارتی‌ها تفسیر می‌شود.
برخی از نوشته‌های باستانی حضور هندوپارتی‌ها در این منطقه را توصیف می‌کنند، مانند داستان توماس رسول، که به عنوان نجار برای خدمت در دربار پادشاه "گودنافر" (تصور می‌شود گُندُفَر یکم باشد) در هند استخدام شد. اعمال توماس در فصل ۱۷ سفر توماس به پادشاه گودنافر در شمال هند را شرح می‌دهد؛ فصل‌های ۲ و ۳ او را در حال سفر دریایی به هند به تصویر می‌کشند، بنابراین توماس را به ساحل غربی هند مرتبط می‌کنند.
همانطور که سنیور اشاره می‌کند، این گودنافر معمولاً با گُندُفَر یکم شناسایی شده است، بنابراین پس از ظهور مسیحیت تاریخ‌گذاری شده است، اما هیچ مدرکی برای این فرض وجود ندارد، و تحقیقات سنیور نشان می‌دهد که گُندُفَر یکم می‌تواند حتی قبل از سال ۱ پس از میلاد تاریخ‌گذاری شود. اگر این روایت حتی تاریخی باشد، سنت توماس ممکن است با یکی از پادشاهان بعدی که همین عنوان را داشتند، روبرو شده باشد.

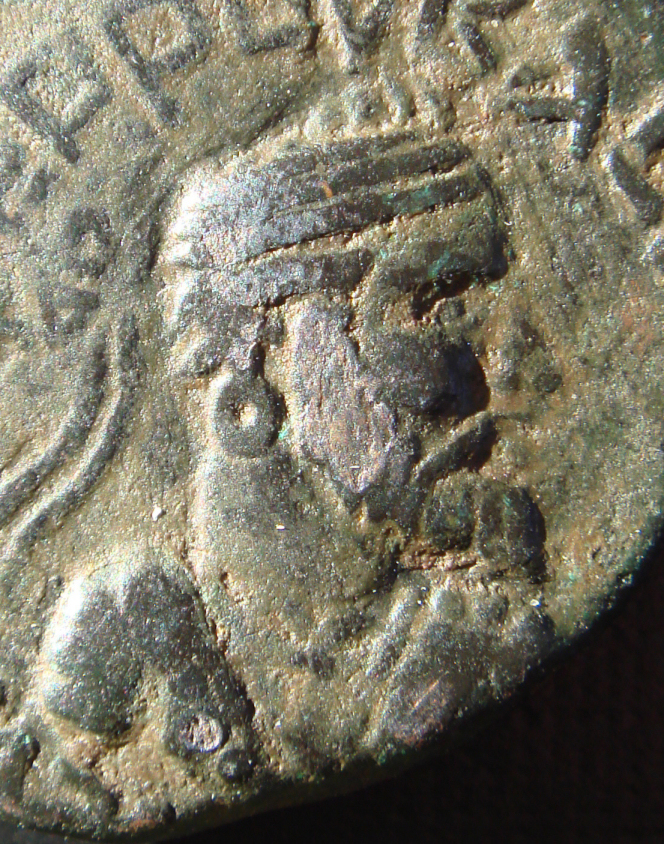
چهره گُندُفَر یکم بر روی یکی از سکه‌هایش.

فیلوستراتوس در کتاب زندگی آپولونیوس تیانایی نقل می‌کند که فیلسوف یونانی آپولونیوس تیانایی از هند و به طور خاص از شهر تکسیلا در حدود سال ۴۶ پس از میلاد دیدن کرده است. او ساخت و سازهایی به سبک یونانی را توصیف می‌کند،
احتمالاً اشاره به سیرکپ دارد، و توضیح می‌دهد که پادشاه هندوپارتی تاکسیلا، به نام فرهاد، در دربار پدرش تحصیلات یونانی آموخته و به زبان یونانی روان صحبت می‌کرد:
ای پادشاه، بگو چگونه چنین تسلطی بر زبان یونانی به دست آوردی و از کجا تمام دستاوردهای فلسفی خود را در این مکان به دست آوردی؟
[...]—پدرم پس از تحصیلات یونانی، مرا در سن نسبتاً زودهنگامی، شاید خیلی زود، زیرا در آن زمان فقط دوازده سال داشتم، نزد حکیمان آورد، اما آنها مرا مانند پسر خود بزرگ کردند؛ زیرا هر کسی را که بدانند زبان یونانی می‌داند، به ویژه دوست دارند، زیرا معتقدند که به دلیل شباهت طبعش، او از قبل به خودشان تعلق دارد.
رهنامه دریای اریتره یک راهنمای بازمانده از قرن اول برای مسیرهای معمول مورد استفاده برای کشتیرانی در دریای عرب است. این کتاب حضور پادشاهان پارتی را که در منطقه سند با یکدیگر می‌جنگیدند، توصیف می‌کند، منطقه‌ای که در آن زمان به دلیل حکومت پیشین هندوسکایی‌ها در آنجا، به طور سنتی به عنوان "سکائیه" شناخته می‌شد:
"این رودخانه (سند) هفت دهانه دارد، بسیار کم عمق و باتلاقی، به طوری که قابل کشتیرانی نیستند، به جز دهانه میانی؛ که در ساحل آن، شهر بازار بارباریکوم قرار دارد. در مقابل آن یک جزیره کوچک قرار دارد و در داخل خشکی پشت آن، کلان‌شهر سکائیه، مین‌نگارا قرار دارد؛ این شهر تابع شاهزادگان پارتی است که دائماً یکدیگر را بیرون می‌کنند." پریپلوس دریای اریتره، فصل ۳۸
یک کتیبه از تخت باهی دارای دو تاریخ است، یکی در سال سلطنت ۲۶ام ماهاراجه گودوهارا (که دوباره تصور می‌شود یک گُندُفَر یکم باشد)، و سال ۱۰۳ یک دوره ناشناخته.

### دین هندوپارتی‌ها

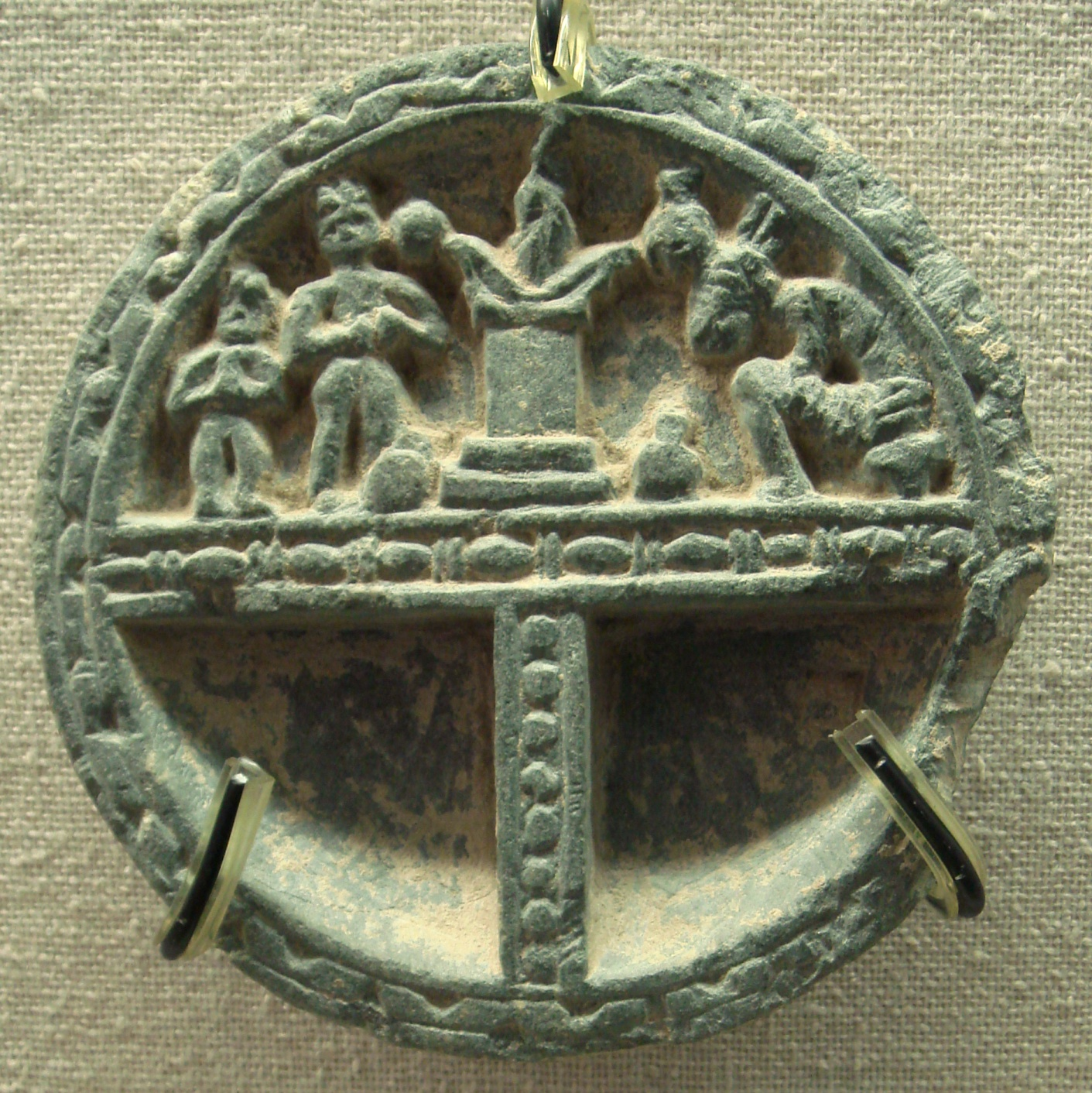
مریدان در آتشگاه زرتشتی.

از دین هندوپارتی اطلاعی نیست، اگرچه که آنها در درگیری مذهبی با دودمان اشکانی زرتشتی بودند. برخلاف هندویونانی‌ها یا هندوسکایی‌ها، هیچ سابقه صریحی از حمایت حاکمان هندوپارتی از بودیسم، مانند وقف‌های مذهبی، کتیبه‌ها یا حتی روایات افسانه‌ای وجود ندارد. همچنین، اگرچه سکه‌های هندوپارتی عموماً از سکه‌شناسی یونانی پیروی می‌کنند، اما هرگز نماد بودایی تریراتنا (به جز ساس بعدی) را نشان نمی‌دهند، و همچنین هرگز از تصاویر فیل یا گاو نر، نمادهای مذهبی احتمالی که به وفور توسط پیشینیان آنها استفاده می‌شد، استفاده نمی‌کنند. تصور می‌شود که آنها به زرتشتی‌گری پایبند بوده‌اند، زیرا خودشان از نژاد ایرانی بودند. این نظام اساطیری ایرانی توسط کوشان‌های بعدی که از منطقه پیشاور-خیبر پختونخوا پاکستان حکومت می‌کردند، از آنها به ارث رسید.
سکه‌های خدای هندو شیوا نیز در دوران گُندُفَر یکم یافت شده است.

### تصویرسازی از مریدان هندوپارتی

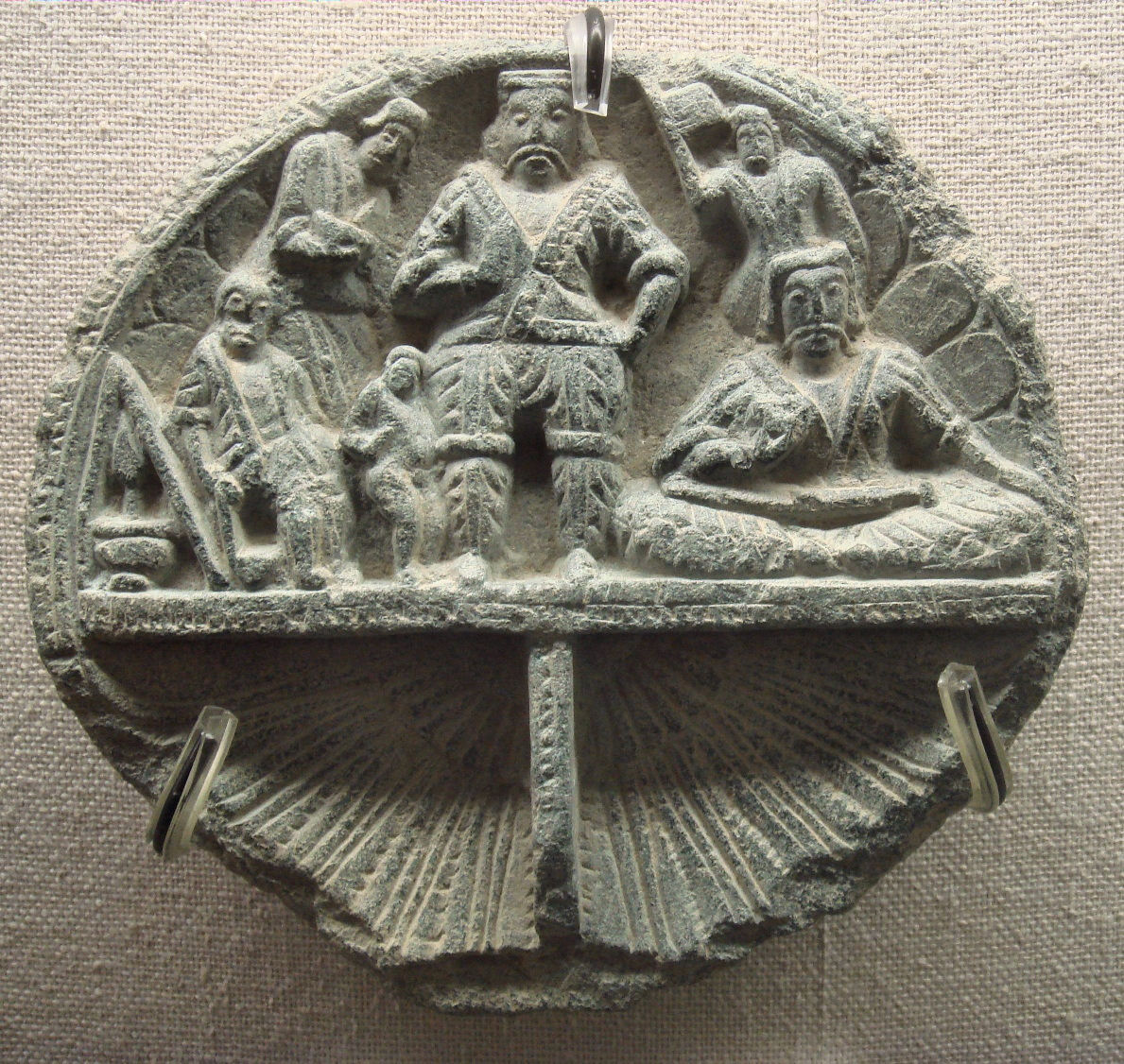
پادشاه هندوپارتی.

بر روی سکه‌ها و در هنر گندهارا، هندوپارتی‌ها با کت‌های کوتاه ضربدری و شلوارهای گشاد بزرگ، احتمالاً با چاپس مانند شلوارهای رویی، به تصویر کشیده شده‌اند. کت‌های آنها با ردیف‌هایی از حلقه‌های تزئینی یا مدال‌ها تزئین شده است. موهای آنها معمولاً پرپشت است و با یک سربند بسته می‌شود، عملی که پارتی‌ها عمدتاً از قرن اول پس از میلاد آن را اتخاذ کردند.
افرادی با لباس هندوپارتی گاهی اوقات به عنوان بازیگر در صحنه‌های مذهبی بودایی نشان داده می‌شوند. معمولاً تصور می‌شود که بیشتر کاوش‌هایی که در سیرکاپ نزدیک تکسیلا توسط جان مارشال انجام شده است، مربوط به لایه‌های هندوپارتی است، اگرچه پژوهش‌های جدیدتر گاهی اوقات آنها را به جای آن به هندویونانی‌ها نسبت می‌دهند. این تحقیقات باستان‌شناسی مقدار زیادی آثار هلنیستی همراه با عناصری از پرستش بودایی (استوپا) را به دست داد. برخی دیگر از معابد، مانند جندیال نزدیک، ممکن است به عنوان یک آتشکده زرتشتی مورد استفاده قرار گرفته باشند.

### مجسمه‌های بودایی
مجسمه‌های یافت شده در سیرکاپ در لایه اواخر سکایی تا پارتی (لایه ۲، ۱–۶۰ پس از میلاد) نشان دهنده وضعیت توسعه یافته هنر گندهارا در آن زمان یا حتی قبل از حکومت پارتی است. تنوع زیادی از مجسمه‌ها، از خدایان هلنیستی گرفته تا مریدان غیرروحانی گندهارا، با آنچه تصور می‌شود برخی از اولین تصاویر بودا و بودیساتواها باشد، ترکیب شده‌اند. امروزه، هنوز مشخص نیست که هنر یونانی-بودایی گندهارا دقیقاً چه زمانی ظهور کرد، اما یافته‌های سیرکاپ نشان می‌دهد که این هنر قبل از ظهور کوشان‌ها بسیار توسعه یافته بود.

### پالت‌های سنگی
تعداد زیادی پالت سنگی یافت شده در گندهارا به عنوان نمایندگان خوبی از هنر هندوپارتی در نظر گرفته می‌شوند. این پالت‌ها تأثیرات یونانی و ایرانی را با هم ترکیب می‌کنند، همراه با یک رویکرد روبرویی در تصاویر که به عنوان ویژگی هنر پارتی در نظر گرفته می‌شود. چنین پالت‌هایی فقط در لایه‌های باستان‌شناسی مربوط به حکومت هندویونانی، هندوسکایی و هندوپارتی یافت شده‌اند، و اساساً در لایه‌های مائوریای پیشین یا لایه‌های کوشانی پسین ناشناخته هستند.
این پالت‌ها اغلب افرادی را با لباس یونانی در صحنه‌های اساطیری به تصویر می‌کشند، اما تعداد کمی از آنها افرادی را با لباس پارتی (هدبند روی موهای پرپشت، کت ضربدری روی سینه برهنه، جواهرات، کمربند، شلوار گشاد) به تصویر می‌کشند. پالتی از موزه ناپرستک در پراگ یک پادشاه هندوپارتی را نشان می‌دهد که چهارزانو بر روی یک مبل بزرگ نشسته و دو خدمتکار نیز با لباس پارتی او را احاطه کرده‌اند. آنها در حال نوشیدن و سرو شراب نشان داده شده‌اند.

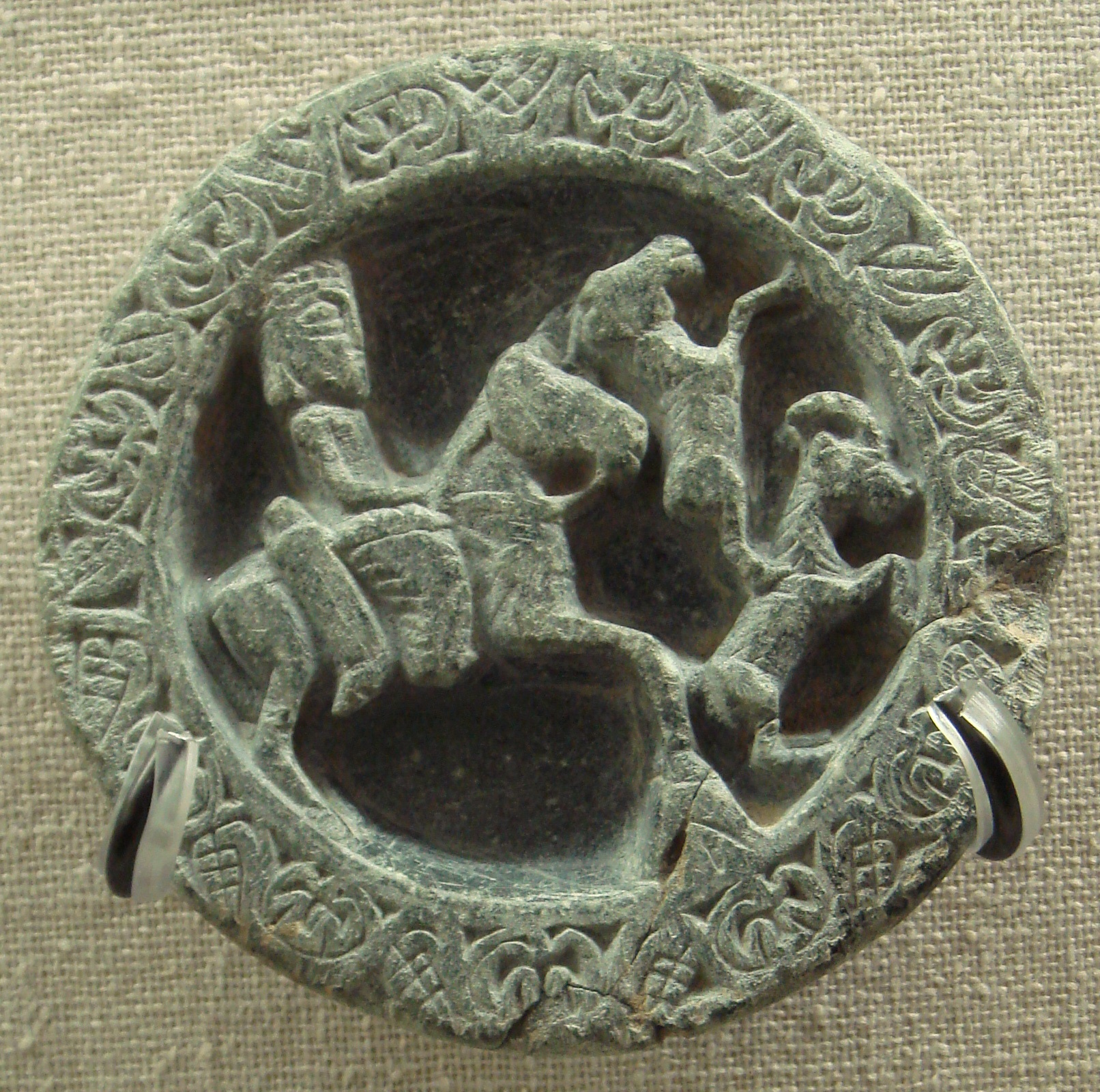
مرد هندوپارتی در حال شکار.
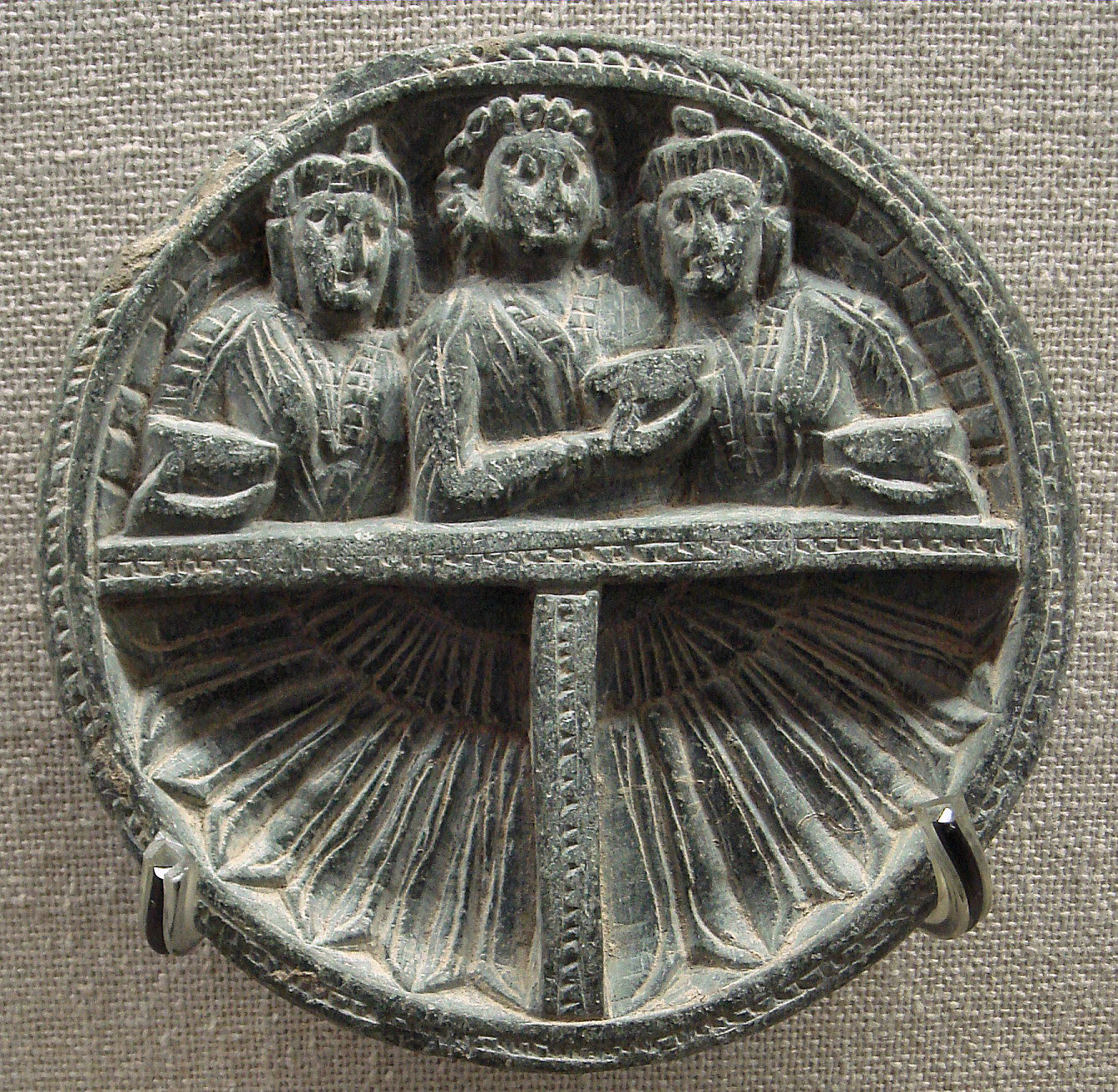
هندوپارتی در حال خوشگذرانی.
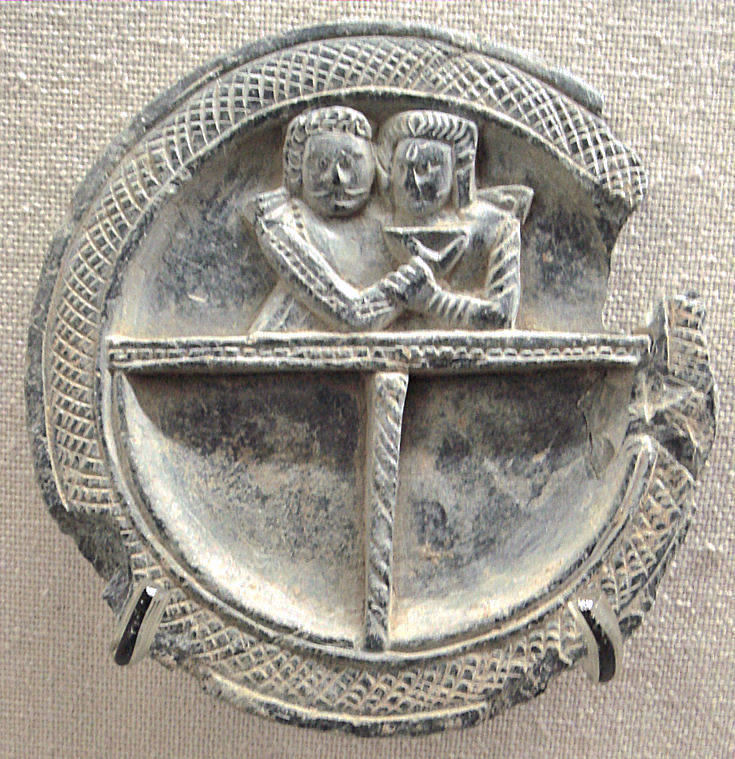
زوج هندوپارتی.

## انتقال بودیسم از طریق جاده ابریشم

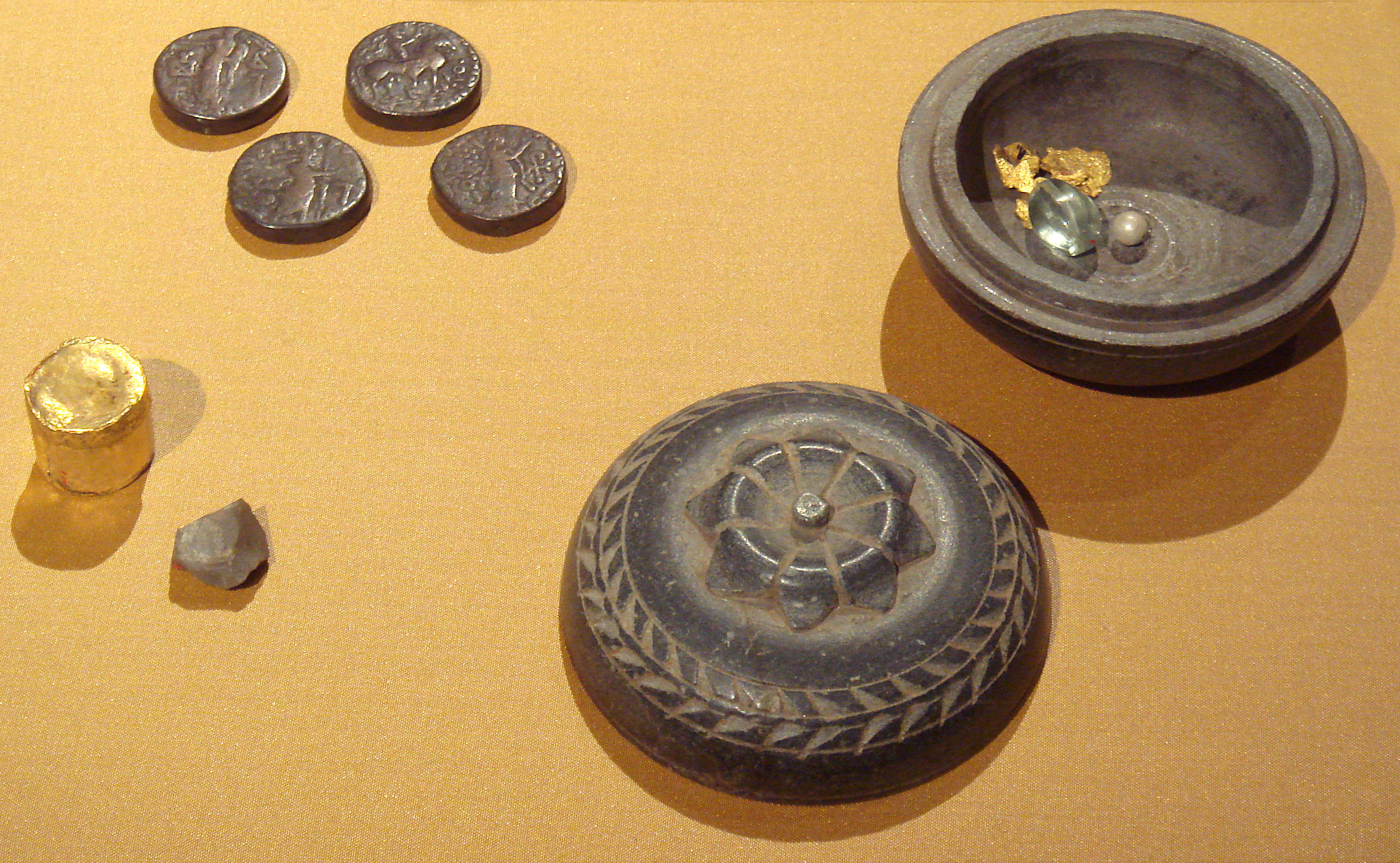
یادگار بودایی گندهارا با محتویات، از جمله سکه‌های هندوپارتی. قرن اول پس از میلاد.

برخی از مناطق تحت حکومت پارتی در شرق، حتی پس از تسلط شاهنشاهی ساسانی در سال ۲۲۶، باقی ماندند. از قرن دوم، چندین مبلغ بودایی آسیای میانه در شهرهای پایتخت چین، لوئویانگ و گاهی نانجینگ ظاهر شدند و در آنجا به ویژه به دلیل کار ترجمه خود متمایز شدند. اولین مترجمان شناخته شده متون بودایی به زبان چینی در واقع مبلغان پارتی هستند که در چینی با نام خانوادگی پارتی خود "آن"، مخفف "آنشی"، "کشور اشکانیان" متمایز می‌شوند.
- آن شی کائو، شاهزاده‌ای پارتی بود که اولین ترجمه‌های شناخته شده متون بودایی هینه‌یانه به زبان چینی را انجام داد (۱۴۸–۱۷۰).
- آن شوان، بازرگان پارتی بود که در سال ۱۸۱ پس از میلاد در چین راهب شد.
- تان-تی (حدود ۲۵۴)، راهب پارتی.
- آن فاجین (۲۸۱–۳۰۶)، راهبی با اصالت پارتی.

## حاکمان اصلی هندوپارتی

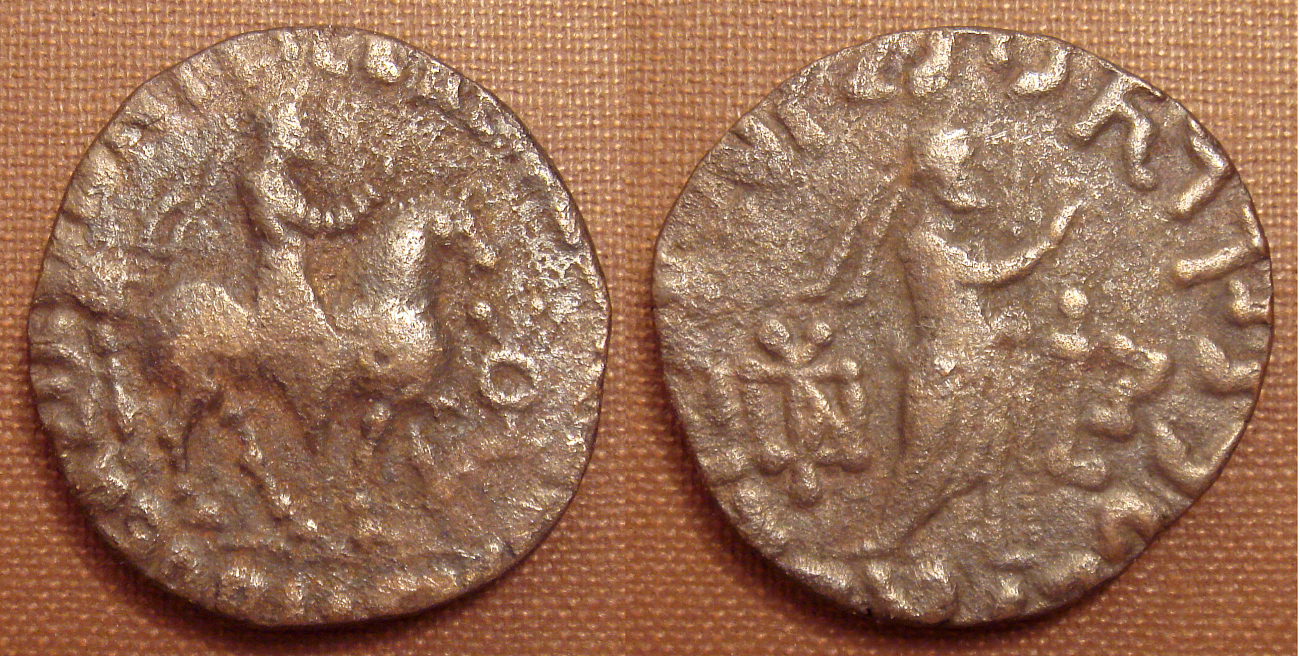
سکه های ابدگس یکم، پادشاه هندوپارتی، که در آن لباس او به وضوح مشخص است. او شلوارهای گشاد، نسبتاً معمولی برای لباس پارتی، پوشیده است.

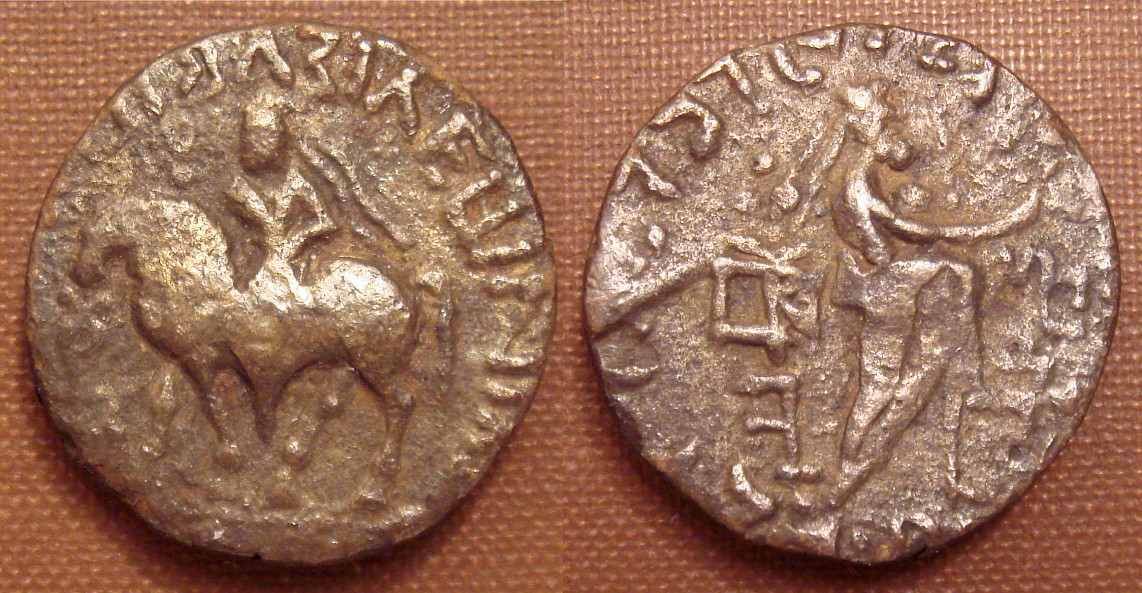
سکه های ابدگس یکم، پادشاه هندوپارتی، که در آن لباس او به وضوح مشخص است. او شلوارهای گشاد و یک ژاکت ضربدری پوشیده است.

- گُندُفَر یکم (حدود ۱۹ – ۴۶ پس از میلاد) (سکه)
- گُندُفَر دوم سارپدون (سال های اول پس از میلاد – حدود ۲۰ پس از میلاد) (سکه)
- ابدگس یکم (سال های اول پس از میلاد – اواسط قرن اول پس از میلاد) [(https://web.archive.org/web/20051001231147/http://www.grifterrec.com/coins/indoparthian/i_ipr_abdagases_o.jpg) سکه]
- گُندُفَر سوم (حدود ۲۰ پس از میلاد – ۳۰ پس از میلاد)
- گُندُفَر چهارم، (اواسط قرن اول میلادی)
- اوبوزان، (اواخر قرن اول پس از میلاد)
- پاکور (اواخر قرن اول پس از میلاد) [(https://web.archive.org/web/20051001231149/http://www.grifterrec.com/coins/indoparthian/i_ipr_pakores_o5.jpg) سکه]

## یکی پنداشتن پادشاهی سورن و پهلوانان سیستانی شاهنامه
در سال ۱۹۸۷ میلادی در افغانستان سکه‌ای از گندفر یکم پیدا شد که او در آن خودش را «سام» نامیده و پیدایش این سکه تقریباً به تردیدها دربارهٔ پهلوانان زابلستان در شاهنامه پایان داد. محققان امروزی بر این باورند که «گندفر» (به معنای یابنده شکوه شاهانه) در واقع نه یک نام شخصی و بلکه عنوانی برای شاهان سورن بوده است. از این رو، امروزه باور بر این است که پادشاهی سورن در واقع همان پهلوانان سیستان در شاهنامه بوده‌اند به شکل شخصیت‌هایی مانند رستم، زال و… در خاطر مردم فلات ایران باقی مانده‌اند.

## نگارخانه

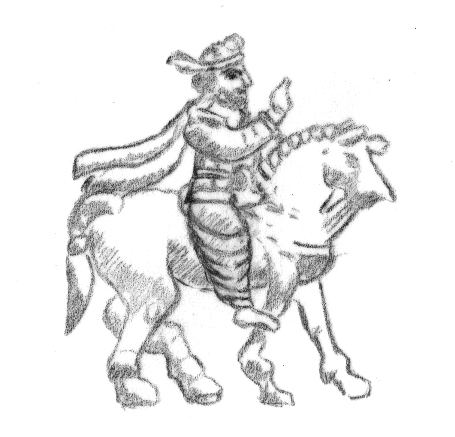
گندفر سوار بر اسب
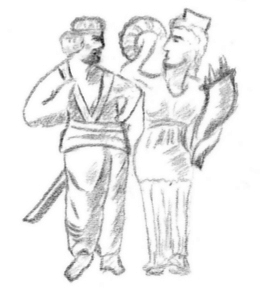
تاج گذاری آبدگاسس یکم توسط الهه یونانی توخه
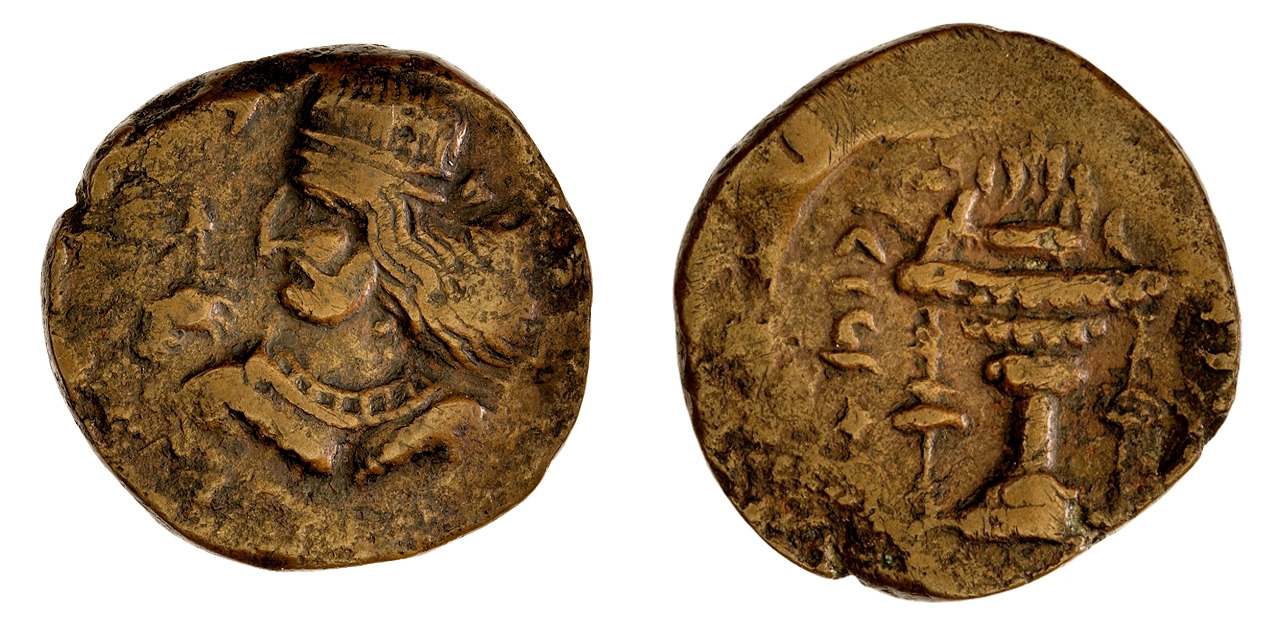
سکه‌ای از فَرن‌ساسان آخرین پادشاه سورن
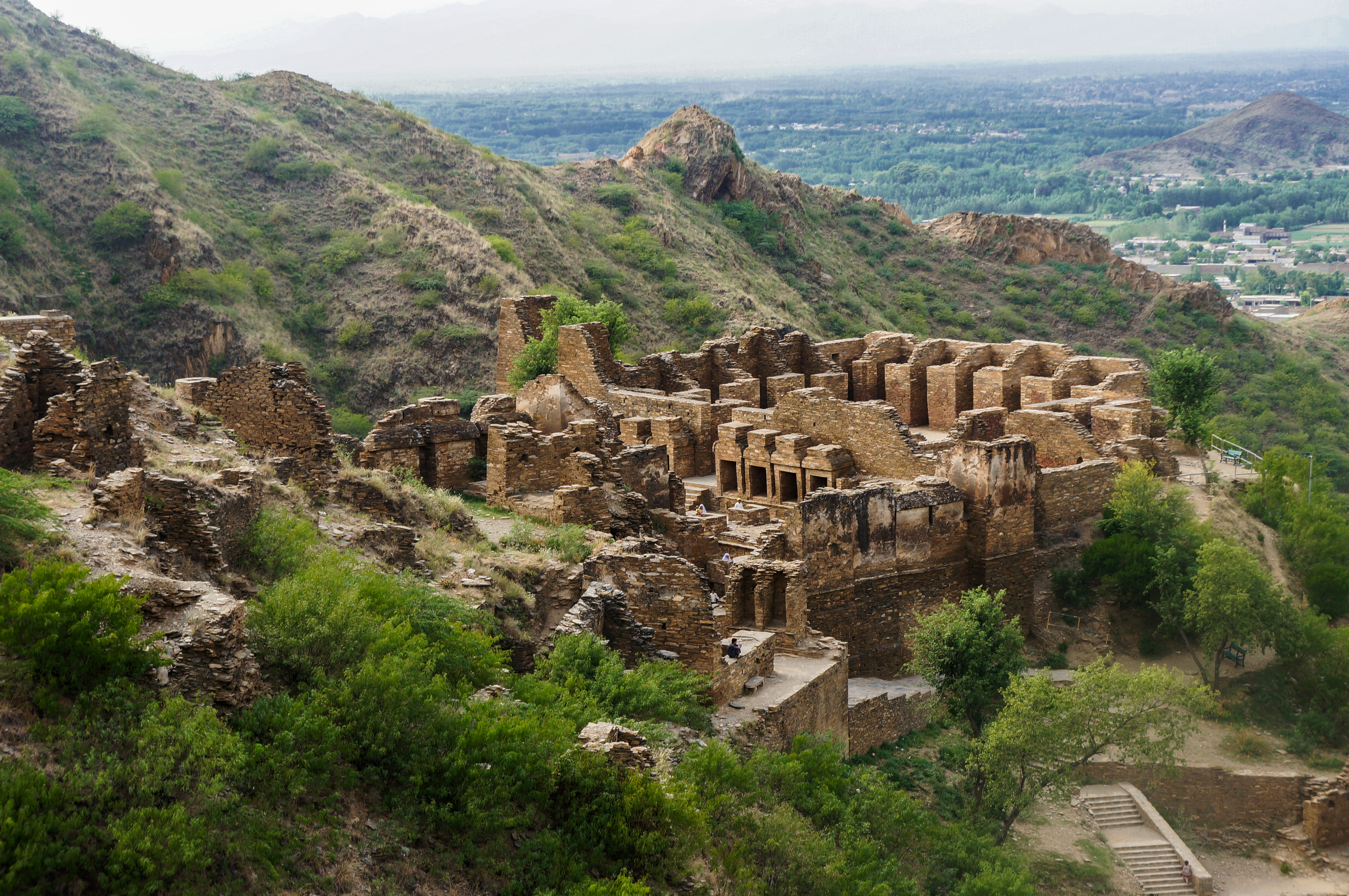
تخت باهی
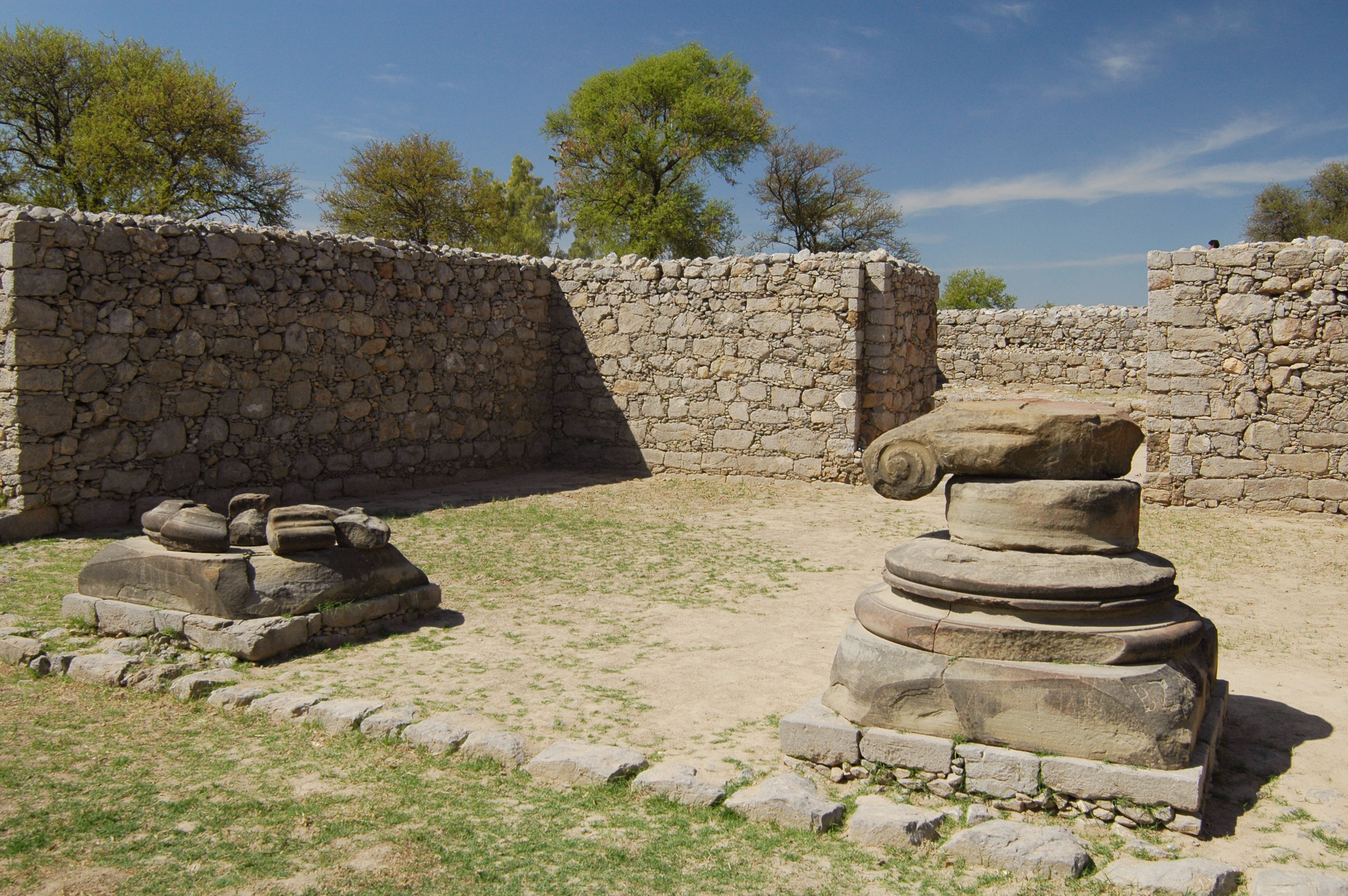
معبد هلنیستی جندیال که به عنوان آتشکده زرتشتی بکار می‌رفت
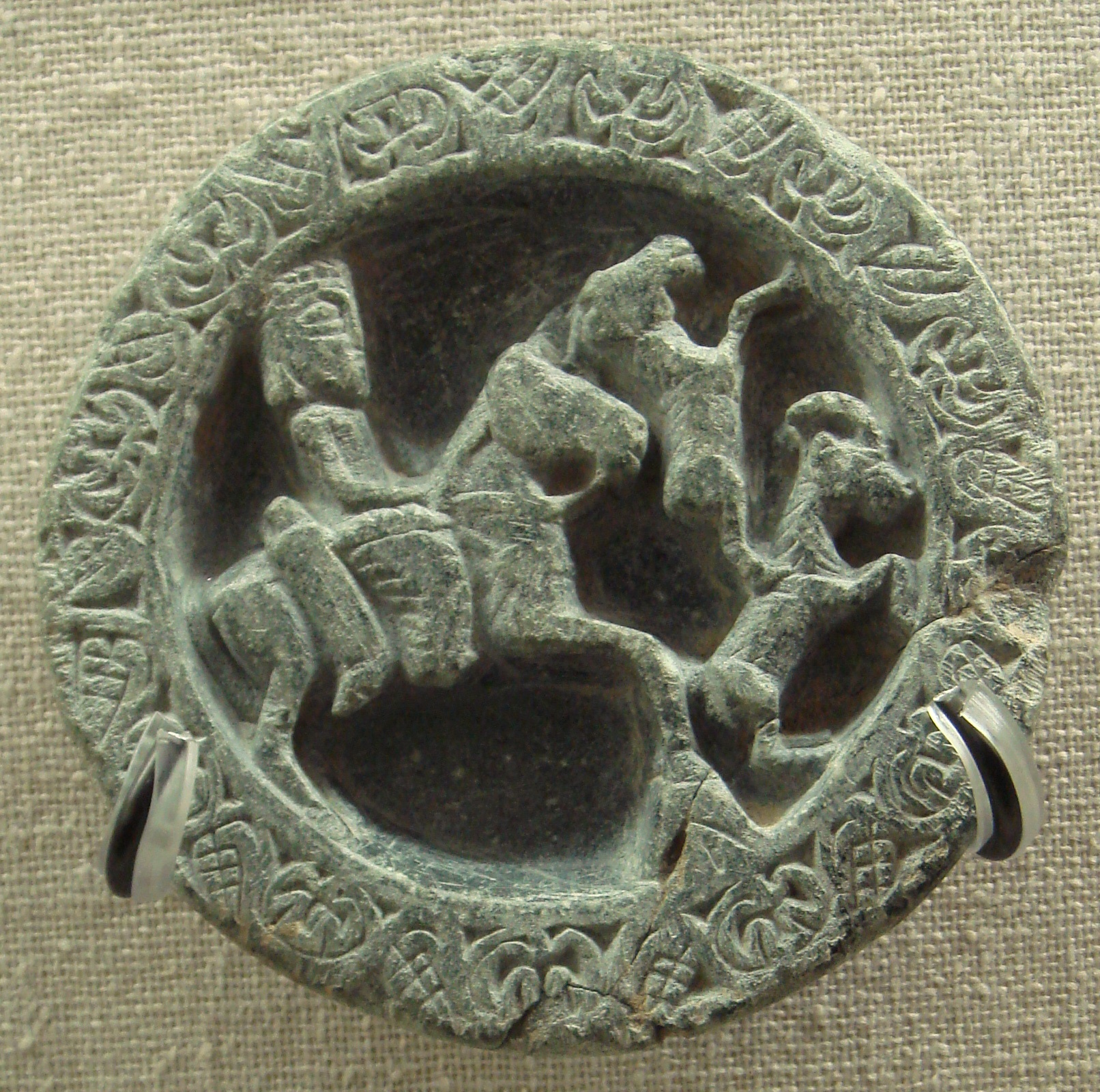
یک مرد هندوپارتی در حال شکار
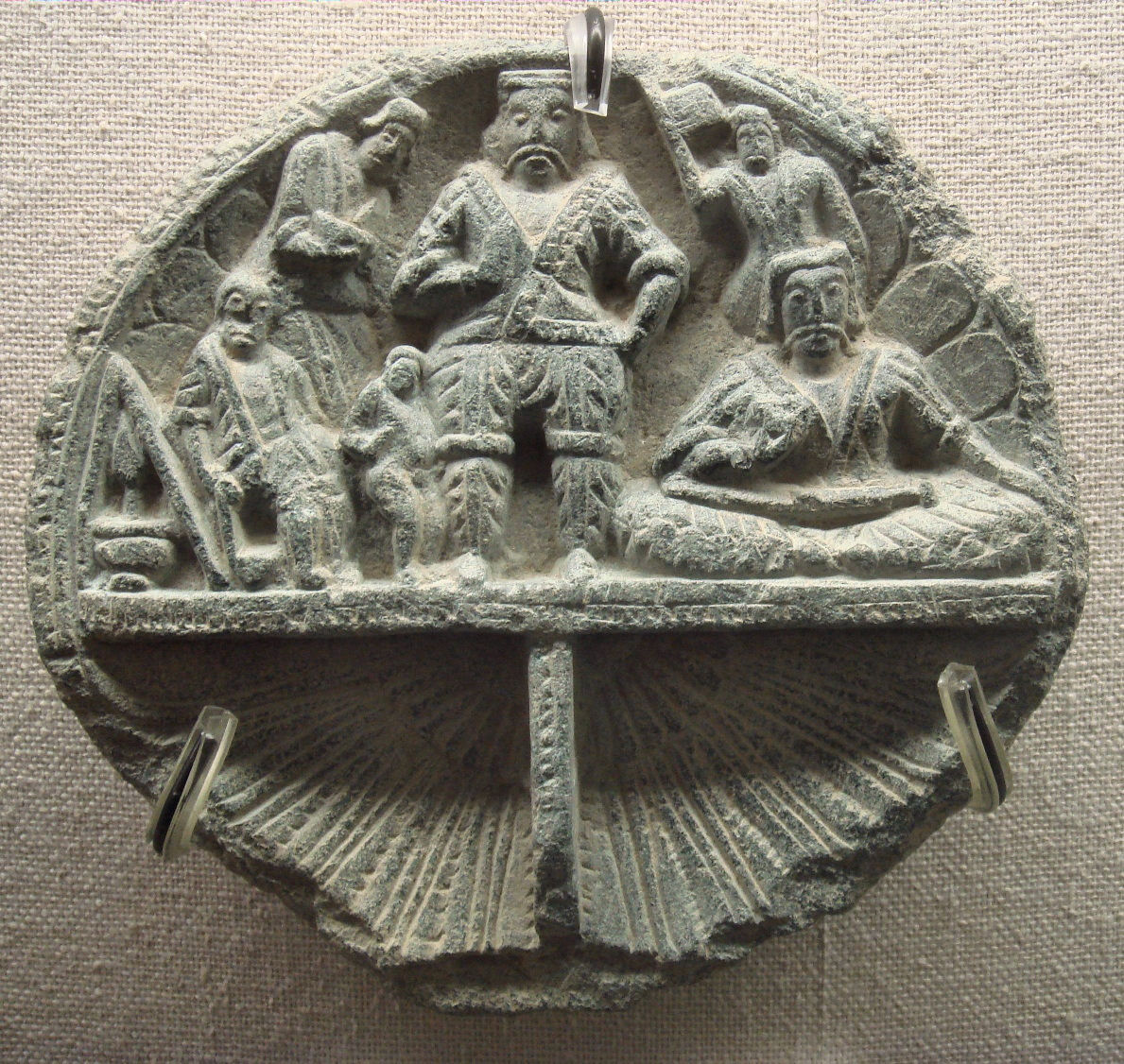
یک شاه هندوپارتی و اطرافیانش
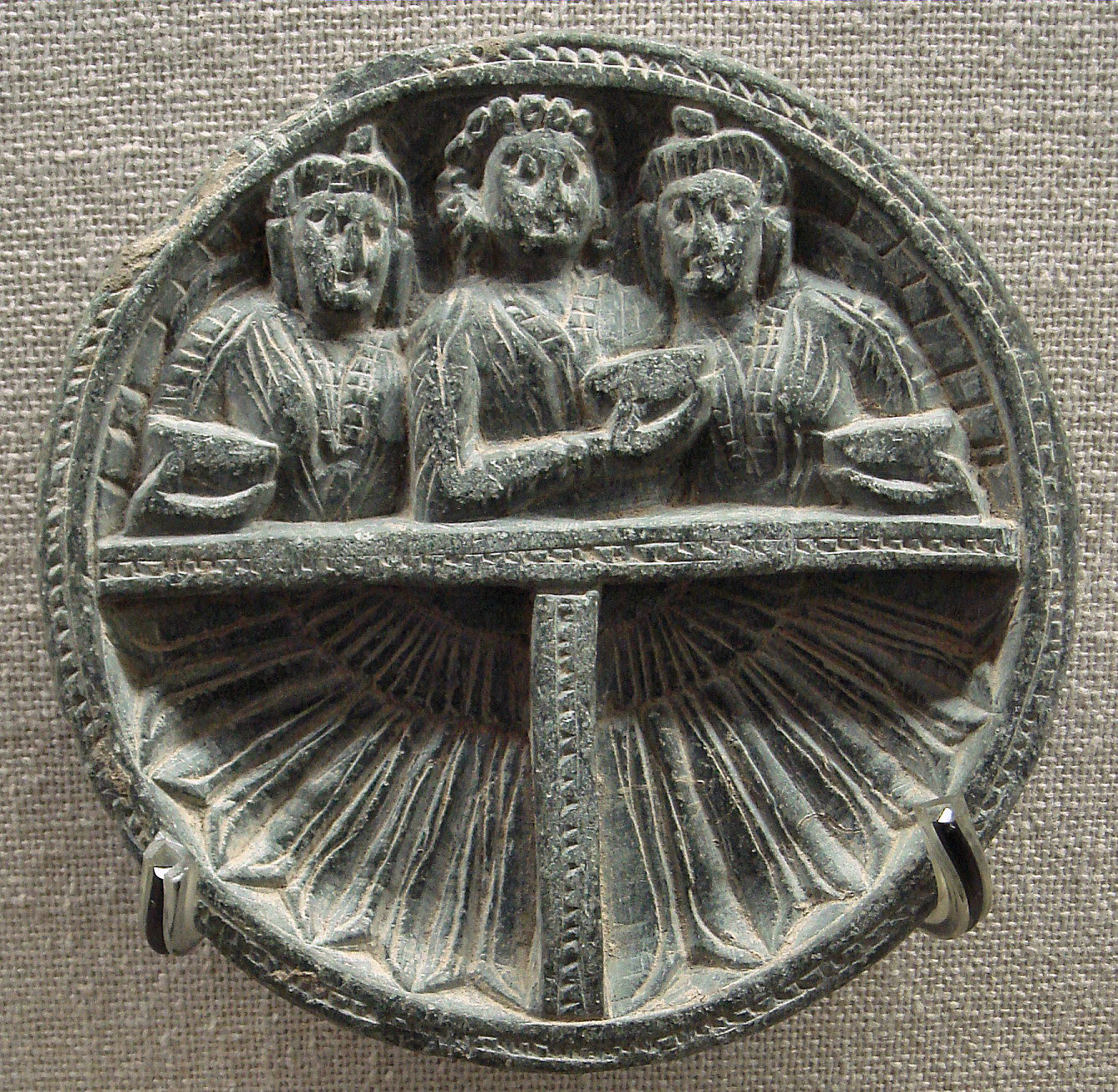
عیش و نوش سه فرد هندوپارتی
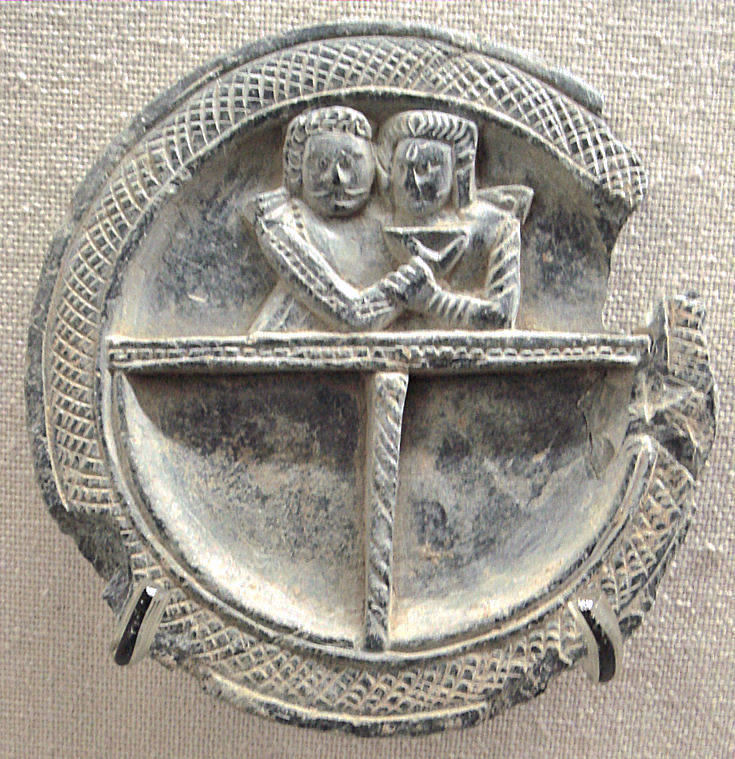
یک زوج هندوپارتی
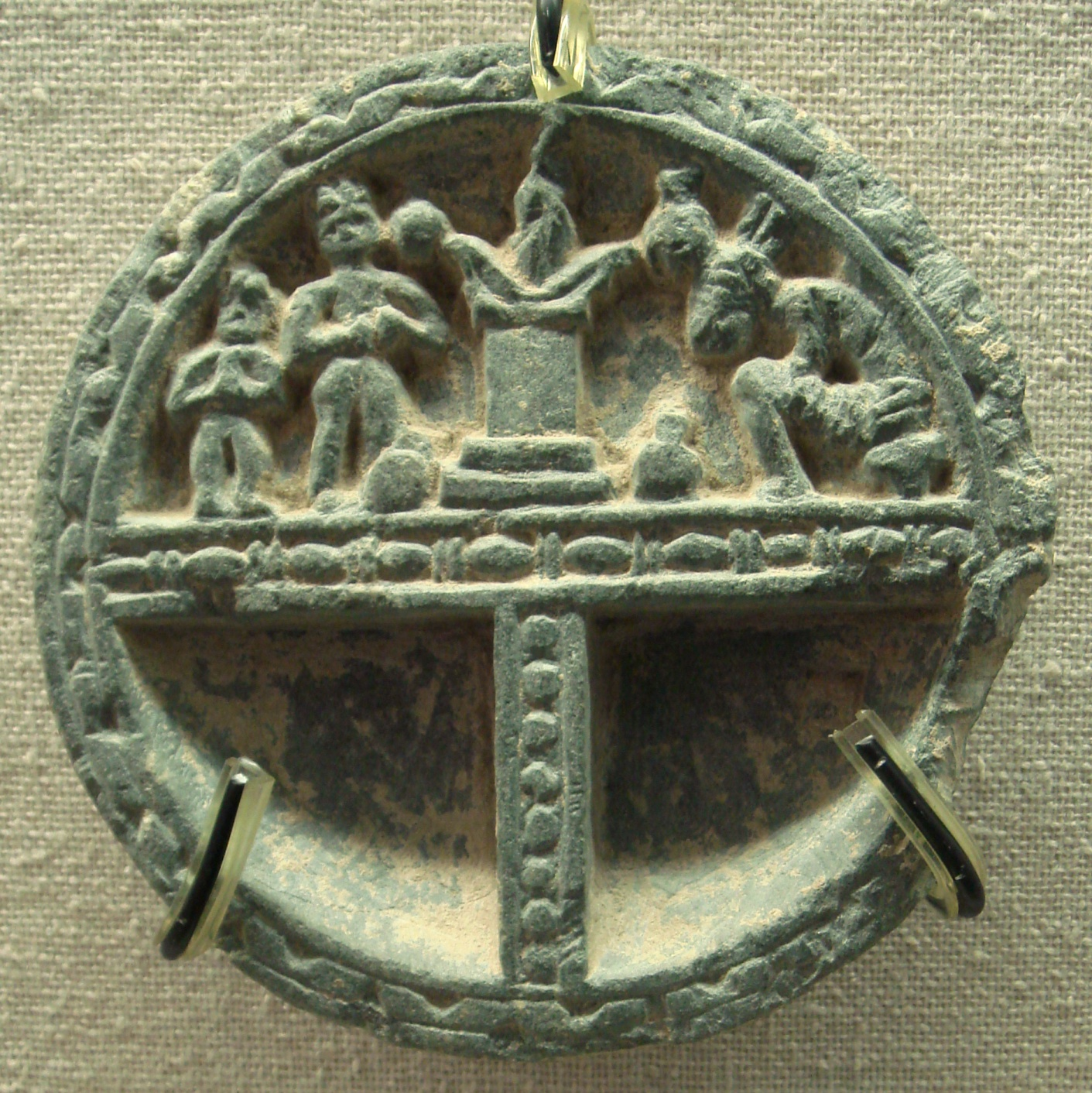
مریدان زرتشتی پیرامون آتش محراب

## یادداشت
1. ↑  "در نتیجه، پادشاهی هندویونانی در جنوب ظهور کرد، اما عمر طولانی نداشت و به زودی جای خود را به پادشاهی هندوپارتی داد."[۴]